# Whewel·lita
La whewel·lita és un mineral de la classe de les substàncies orgàniques. Rep el seu nom del naturalista William Whewell (1794-1866).

## Característiques
La whewel·lita és oxalat de calci monohidratat de fórmula química Ca(C₂O₄)·H₂O. Cristal·litza en el sistema monoclínic. La seva duresa a l'escala de Mohs és de 2,5 a 3.
Segons la classificació de Nickel-Strunz, la whewel·lita pertany a «10.AB - Sals d'àcids orgànics: oxalats» juntament amb els següents minerals: humboldtina, lindbergita, gluixinskita, moolooïta, stepanovita, minguzzita, wheatleyita, zhemchuzhnikovita, weddel·lita, caoxita, oxammita, natroxalat, coskrenita-(Ce), levinsonita-(Y), zugshunstita-(Ce) i novgorodovaïta.

## Formació i jaciments
La whewel·lita es troba freqüentment com a mineral hidrotermal primari de baixa temperatura a filons de carbonat-sulfur, geodes o nòduls septàtics; es pot trobar associada a carbó o ser formada per oxidació de material orgànic en roques circumdants; també s'ha trobat en alguns dipòsits d'urani.
La seva localitat tipus és incerta, però el més probable és que sigui Cavnic, a Romania. També ha estat descrita a Alemanya, Austràlia, Àustria, el Brasil, Dinamarca, Eslovàquia, els Estats Units, Finlàndia, França, Hongria, Israel, Itàlia, Mèxix, Polònia, el Regne Unit, la República Txeca, Romania, Rússia.
Sol trobar-se associada a altres minerals com: calcita, barita, esfalerita, pirita i weddel·lita.